# 노바 (메이플스토리)
노바(Nova)는 온라인 게임 《메이플스토리》에 등장하는 종족으로, 용인(龍人)의 외형을 가진 종족이다. 그란디스의 판테온에 거주하고 있으며, 레프, 아니마와 함께 그란디스를 대표하는 종족 중 하나다.
대부분 인간의 몸에 드래곤의 뿔, 날개, 꼬리가 붙은 형태이며, 드래곤의 능력을 사용할 수 있다.

## 개발 역사
2012년 7월 26일에 노바 직업군의 첫 플레이어 캐릭터인 카이저가 출시되었다. 이로부터 2주 후인 동년 8월 9일에는 엔젤릭버스터가 출시되었다.
2017년 7월 6일, 노바 직업군의 세 번째 플레이어 캐릭터로 카데나가 출시되었다.
2021년 1월 7일, 노바 직업군의 네 번째 플레이어 캐릭터로 카인이 출시되었다.

## 노바 군단의 구성원

### 플레이어 캐릭터
- 카일 (카이저)
- 티어
- 티어 (엔젤릭버스터로 변신한 모습)
- 카데나
- 카인

- 카일

노바의 수호자이자, 용족의 후예.
- 티어

노바족 소녀. 에스카다의 힘으로 전장의 아이돌 ‘엔젤릭버스터’가 된다.
- 카데나

노바 왕족 출신 인물.
- 카인

노바의 소수 일족인 블랙 노바족 인물.

### 기타 구성원
- 이데아
- 에스카다

- 이데아

노바 족 내정 최고 담당관이자, 헬리시움 탈환 본부의 책사.
- 에스카다

드래곤의 모습을 한 존재. 노바족 소녀 티어의 조력자로, 티어를 엔젤릭버스터로 만든 장본이다.

### 과거 구성원
- 매그너스

- 매그너스

한때 노바 군단의 병사였던 폭군. 노바족 고대신의 성유물인 ‘아우트리거’의 힘을 손에 넣기 위해 동족을 배신하고 헬리시움을 점령했다.

## 노바 직업의 종류
- 카이저
- 엔젤릭버스터
- 카데나

- 카이저 (Kaiser)

전사 계열 직업. 두손검을 주 무기로 사용하며, 주 스탯은 STR(힘)이다.
- 엔젤릭버스터 (Angelic Buster)

해적 계열 직업. 전용 무기인 ‘소울 슈터’를 주 무기로 사용하며, 주 스탯은 DEX(민첩)이다.
- 카데나 (Cadena)

도적 계열 직업. 전용 무기인 ‘체인’을 주 무기로 사용하며, 주 스탯은 LUK(행운)이다.
- 카인 (Kain)

궁수 계열 직업. 전용 무기인 ‘브레스 슈터’를 주 무기로 사용하며, 주 스탯은 DEX(민첩)이다.

### 참조주
1. ↑  “클라이언트 1.2.167 릴리즈”. 《메이플스토리》. 2012년 7월 26일. 2024년 7월 25일에 확인함.
2. ↑  정상호 (2012년 7월 26일). “넥슨, ‘메이플스토리’를 포함한 6종 게임 업데이트 실시 및 아이패드용 게임 '몽키우키 직소퍼즐' 출시”. 《보드나라》. 2024년 7월 4일에 확인함.
3. ↑  “클라이언트 1.2.169 릴리즈”. 《메이플스토리》. 2012년 8월 9일. 2024년 7월 25일에 확인함.
4. ↑  이상은 (2012년 8월 9일). “메이플스토리, 전장의 아이돌 ‘엔젤릭버스터’ 등장!”. 《한국경제》. 2024년 6월 24일에 원본 문서에서 보존된 문서. 2024년 6월 24일에 확인함.
5. ↑  “클라이언트 1.2.279 업데이트 안내”. 《메이플스토리》. 2017년 7월 6일. 2024년 7월 25일에 확인함.
6. ↑  “메이플스토리 신규 직업, 해방의 사슬 ‘카데나’ 업데이트”. 2021년 12월 5일에 원본 문서에서 보존된 문서. 2023년 11월 25일에 확인함.
7. ↑  “클라이언트 1.2.342 업데이트 안내”. 《메이플스토리》. 2021년 1월 7일. 2024년 7월 25일에 확인함.
8. ↑  임영택 (2020년 12월 10일). “넥슨 ‘메이플스토리’, 올 겨울 ‘새로움’ 중무장…최고 레벨 확장·대규모 이벤트”. 매경 게임진.